# Véronique Chankowski
Véronique Chankowski, née Véronique Sablé en 1971, est une historienne française. Elle est spécialiste d'histoire économique et sociale du monde grec antique.

## Carrière académique
Normalienne de l'ENS de Fontenay-Saint Cloud, Véronique Chankowski a fait ses études à l'Université de Paris Sorbonne en lettres classiques. Agrégée de lettres classiques (1993), elle est recrutée comme membre scientifique de l'École française d'Athènes (1996-2000), où elle mène plusieurs missions archéologiques, à Délos (Grèce, Cyclades) et en Bulgarie (site de Pistiros où elle dirige la mission archéologique franco-bulgare de 1997 à 2003). En 2000, elle est élue maître de conférences en histoire grecque à l'université Charles-de-Gaulle Lille 3. Elle est nommée membre junior de l'Institut universitaire de France en 2005.
De 2006 à 2009, Véronique Chankowski est directrice des études à l'École française d'Athènes. En 2012, elle est élue professeur d'histoire égéenne et économie antique à l'université Lumière-Lyon-II et enseigne l'histoire grecque en licence, master, doctorat. Elle dirige plusieurs thèses en histoire et archéologie du monde grec. De 2013 à 2018, elle est également directrice du laboratoire HiSoMA (UMR 5189, Histoire et sources des mondes antiques) de la Maison de l'Orient et de la Méditerranée.
En 2012, elle a été membre du Comité de pilotage des Assises de l'Enseignement supérieur et de la recherche.
Elle est nommée directrice de l'École française d'Athènes à compter du 1er septembre 2019. Elle est la première femme à occuper ce poste.

## Travaux
Ses travaux portent principalement sur l'histoire économique du monde grec antique, abordée à travers des sources épigraphiques, numismatiques, archéologiques.
Son doctorat en histoire grecque (1999, École pratique des hautes études), sous la direction de Philippe Gauthier, portait sur la réédition et l'étude du corpus des inscriptions grecques de Délos classique accompagnées d'une synthèse historique, et est publié en 2008 sous le titre Athènes et Délos classique. Recherches sur l'administration du sanctuaire d'Apollon délien.
Son dossier d'habilitation à diriger des recherches (2011, École pratique des hautes études) était intitulé Finances et marchés dans le monde grec antique. Son ouvrage Parasites du dieu. Comptables, financiers et commerçants dans la Délos hellénistique (voir bibliographie) en est issu.
Véronique Chankowski a, par ailleurs, dirigé et co-dirigé plusieurs programmes de recherches collectives qui ont abouti à la publication d'ouvrages sur le vocabulaire de l'économie, sur la finance et la banque, sur le fonctionnement de l'économie royale, sur l'organisation des marchés, sur le rôle des entrepôts et l'organisation du commerce dans l'Antiquité.
Véronique Chankowski est actuellement coordinatrice du projet ANCHISE (Horizon Europe) : « Applying New solutions for Cultural Heritage protection by Innovative, Scientific, social and economic Engagement » consacré à la lutte contre le trafic d’antiquités et à la protection des patrimoines.

## Principales publications
- avec Clément Lenoble, Jérôme Maucourant, dir., Les infortunes du juste prix - Marchés, justice sociale et bien commun de l'Antiquité à nos jours, préface par Paul Jorion, Lormont, Éditions Le Bord de l'eau, Janvier 2020,  (ISBN 978-2-356876-867)
- Parasites du dieu. Comptables, financiers et commerçants dans la Délos hellénistique, Athènes, BEFAR 384 (2019) [lire en ligne].
- V. Chankowski, X. Lafon, C. Virlouvet, dir., Entrepôts et circuits de distribution en Méditerranée antique, Athènes, BCH Supplément 58 (2018) [lire en ligne].
- V. Chankowski & P. Karvonis, dir., Tout vendre, tout acheter. Structures et équipements des marchés antiques, Athènes-Bordeaux, Ausonius (2012).
- Athènes et Délos à l'époque classique. Recherches sur l'administration du sanctuaire d'Apollon délien, Athènes, BEFAR 331 (thèse, 2008).
- K. Verboven, K. Vandorpe, V. Chankowski, dir., Bankers, Loans and Archives in the Ancient World, Studia Hellenistica 44, Louvain, Peeters (2008).
- J. Andreau et V. Chankowski, dir., Vocabulaire et expression de l'économie dans le monde antique, Bordeaux, Ausonius (2008).
- V. Chankowski et F. Duyrat, dir., Le roi et l'économie. Autonomies locales et structures royales dans l'économie de l'empire séleucide, Topoi Supplément 6, Lyon (2004).

## Distinctions
Véronique Chankowski a reçu en 2009 le prix Georges Perrot de l'Académie des Inscriptions et Belles Lettres pour son ouvrage Athènes et Délos classique (2008).
En 2012, elle est nommée membre correspondant étranger de la Kommission für Epigraphik und Alte Geschichte (Deutsches Archäologisches Institut).
Le 31 décembre 2019, Véronique_Chankowski est nommée au grade de chevalier dans l'ordre national de la Légion d'honneur au titre de « historienne, professeure des universités en histoire grecque, directrice de l'Ecole française d'Athènes ; 23 ans de services ».
Le 1er mars 2024, elle est élue Correspondante française de l’Académie des inscriptions et belles-lettres (AIBL).

## Pour approfondir